# Alfred Noble (Bauingenieur)

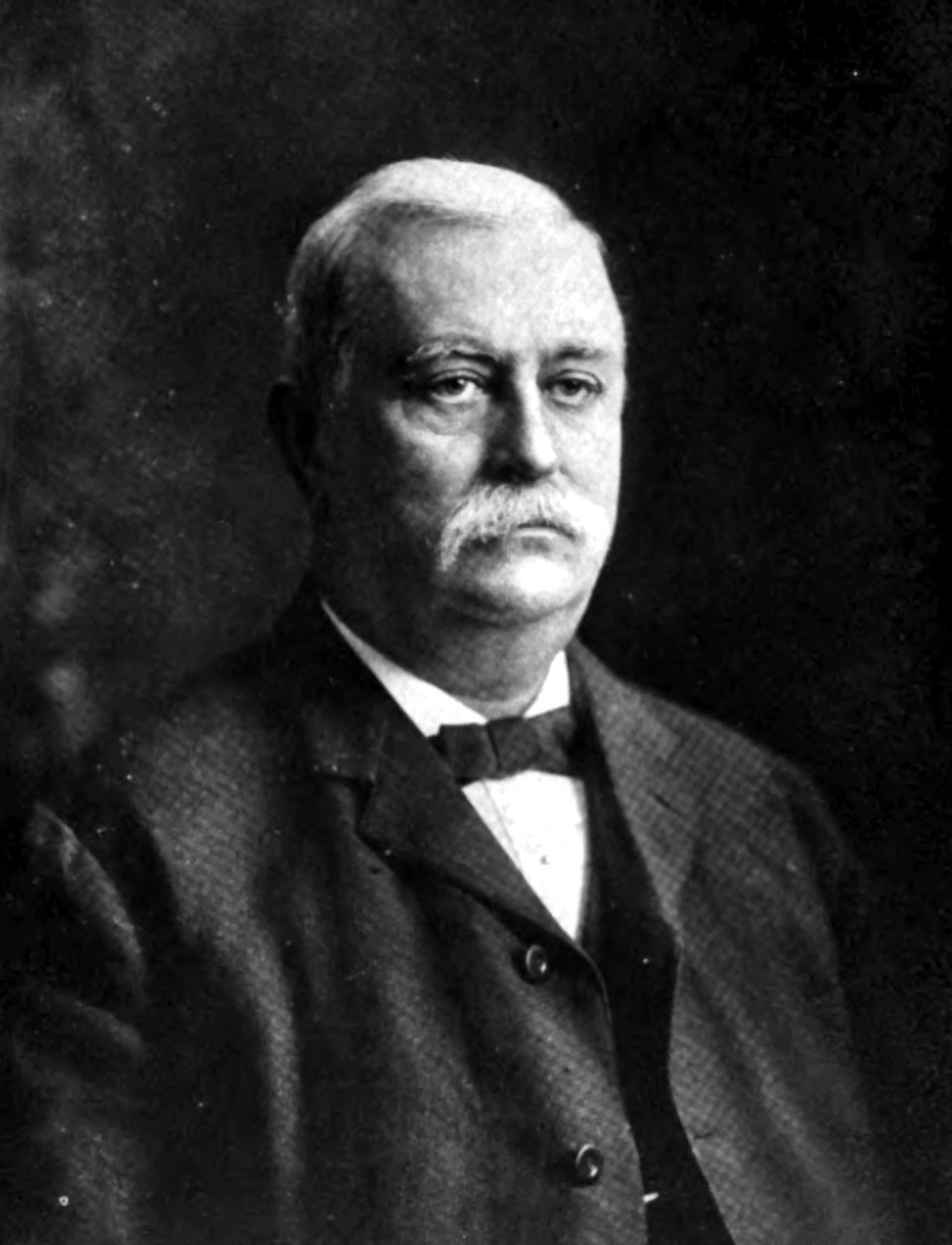
Alfred Noble 1844–1914

Alfred Noble (* 7. August 1844 in Livonia, Michigan; † 19. April 1914 in New York City) war ein US-amerikanischer Bauingenieur. Er sammelte Erfahrungen beim Bau einiger großer Brücken und der ehemaligen Weitzel Locks, der Schleusenanlagen am Saint Marys River, und war später Chefingenieur beim Bau der East River Tunnels der Pennsylvania Railroad unter dem gleichnamigen Fluss in New York City. Weiterhin war er beteiligt am Entwurf des Galveston Seawall nach dem Galveston-Hurrikan von 1900 sowie Mitglied des Nicaragua Canal Board, der ersten Isthmian Canal Commission von 1899 und des International Board of Consulting Engineers beim Bau des Panamakanals. Er war zudem Präsident der American Society of Civil Engineers und Mitglied mehrerer weiterer Ingenieurvereine der USA.

## Leben

### Jugendjahre
Alfred Noble wurde 1844 als Sohn von Charles und Lovina (geborene Douw) Noble in Livonia, in der Nähe von Detroit im Wayne County des Bundesstaates Michigan, geboren. Seine Vorfahren waren Immigranten aus England, die sich im 17. Jahrhundert an der Ostküste am Connecticut River niederließen. Sein Großvater Norton Noble zog Ende 1832 nach Michigan und war einer der ersten Siedler im Wayne County. Alfred wuchs auf der Farm der Familie auf, besuchte ab dem Alter von vier Jahren die Schule und half mit seinen drei Brüdern bei der Rodung, Bestellung und Ernte der Felder.
Nach seinem 18. Geburtstag verpflichtete er sich freiwillig beim 24. Michigan-Infanterieregiment und kämpfte als Teil der Iron Brigade während des Sezessionskrieges, unter anderem 1863 in der Schlacht von Gettysburg. Er diente bis 1865 und war dann zwei Jahre Angestellter im Verteidigungsministerium in Washington, D.C. Privat nutzte er die Zeit als Vorbereitung zum Studium, das er im September 1867 als Einsteiger im 2. Jahr (Sophomore) an der University of Michigan begann. Zu seinen Kommilitonen zählten unter anderem die späteren Richter William R. Day und Rufus Thayer. Während des Studiums war Alfred Noble mitbeteiligt an hydrographischen Untersuchungen in Michigan im Rahmen der U. S. Lake Survey. 1870 machte er seinen Abschluss als civil engineer (Bauingenieur).

### Kanal-, Brücken- und Tunnelbau

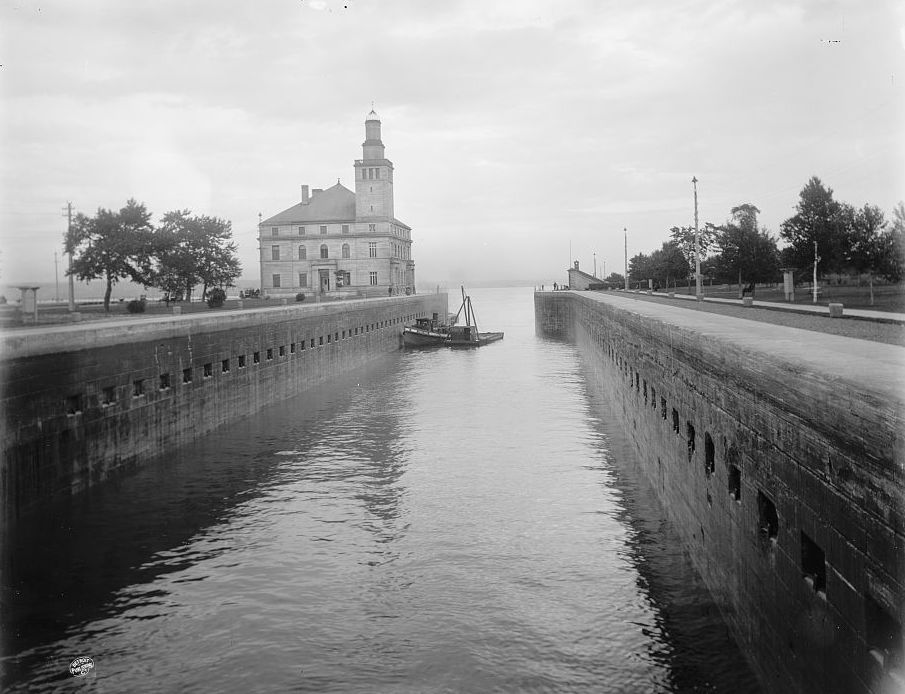
Die Weitzel Locks am Saint Marys River um 1895

Nach seinem Studium setzte er seine Arbeit am Michigansee und Huronsee fort, unter anderem an den Soo Locks in Sault Ste. Marie, wo er 1873 unter General Gottfried Weitzel U.S. Assistant Engineer des United States Army Corps of Engineers wurde. Während der nächsten neun Jahre war er maßgeblich beteiligt am Design und an der Errichtung der Weitzel Locks, einer neuartigen Schleusenanlage, bei der erstmals, zur Vermeidung von Turbulenzen beim Füllen und Leeren der Schleusenkammer, das Wasser durch Längskanäle in der Kammersohle (Grundläufe) zu- und abgeführt wurde. Alle weiteren errichteten Schleusen der Soo Locks basierten später auf diesem Prinzip. Die Weitzel Locks wurden ab 1942 in die größeren MacArthur Locks umgebaut.
Nach der Fertigstellung der Weitzel Locks verließ er 1882 das Army Corps und wandte sich dem Brückenbau zu. Bis 1894 war er als Resident Engineer an verschiedenen Bauprojekten in mehreren Bundesstaaten beteiligt, darunter zwischen 1883 und 1886 am Neubau des Marent Gulch Trestle in Montana, der St. Louis Bay Bridge in Minnesota und der Washington Bridge in New York. Ab Juli 1887 arbeitete er an mehreren Brücken unter George S. Morison, der unter anderem den Neubau des Marent Gulch Trestle entworfen hatte und mit der Cairo Rail Bridge in Illinois und der Frisco Bridge in Tennessee weitere Eisenbahnbrücken zu dieser Zeit realisierte. 1901 ging er eine Partnerschaft mit Ralph Modjeski zum Bau der Thebes Bridge über den Mississippi River ein. Modjeski entwarf die Fachwerkträger der über einen Kilometer langen Brücke, und Noble war für die Zufahrten, Fundamente und Brückenpfeiler zuständig. Die Brücke wurde im Januar 1905 eröffnet.

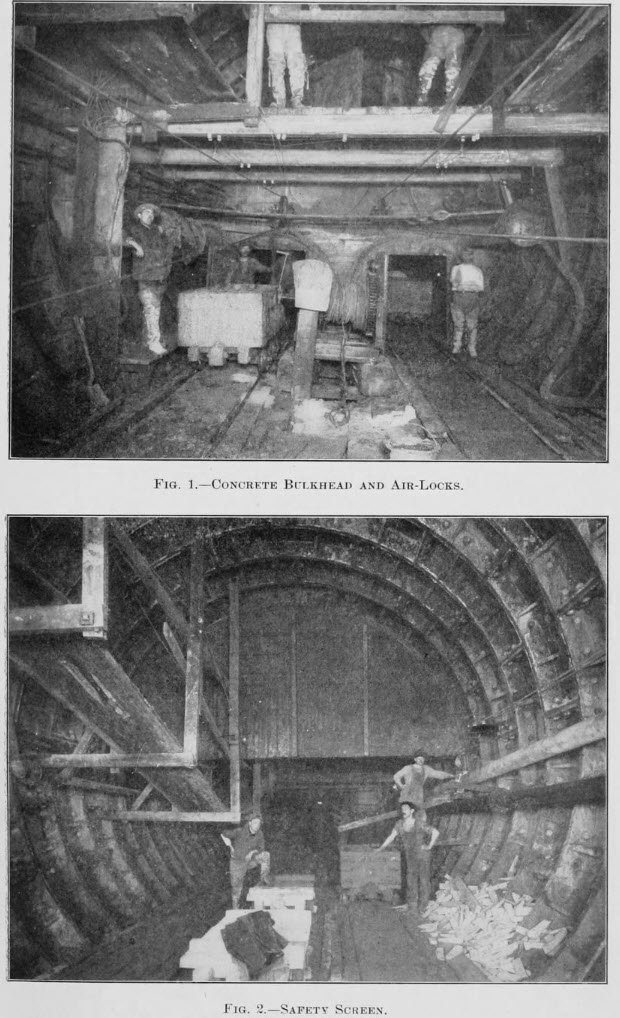
Bau der East River Tunnels zwischen Manhattan und Queens 1904–1909

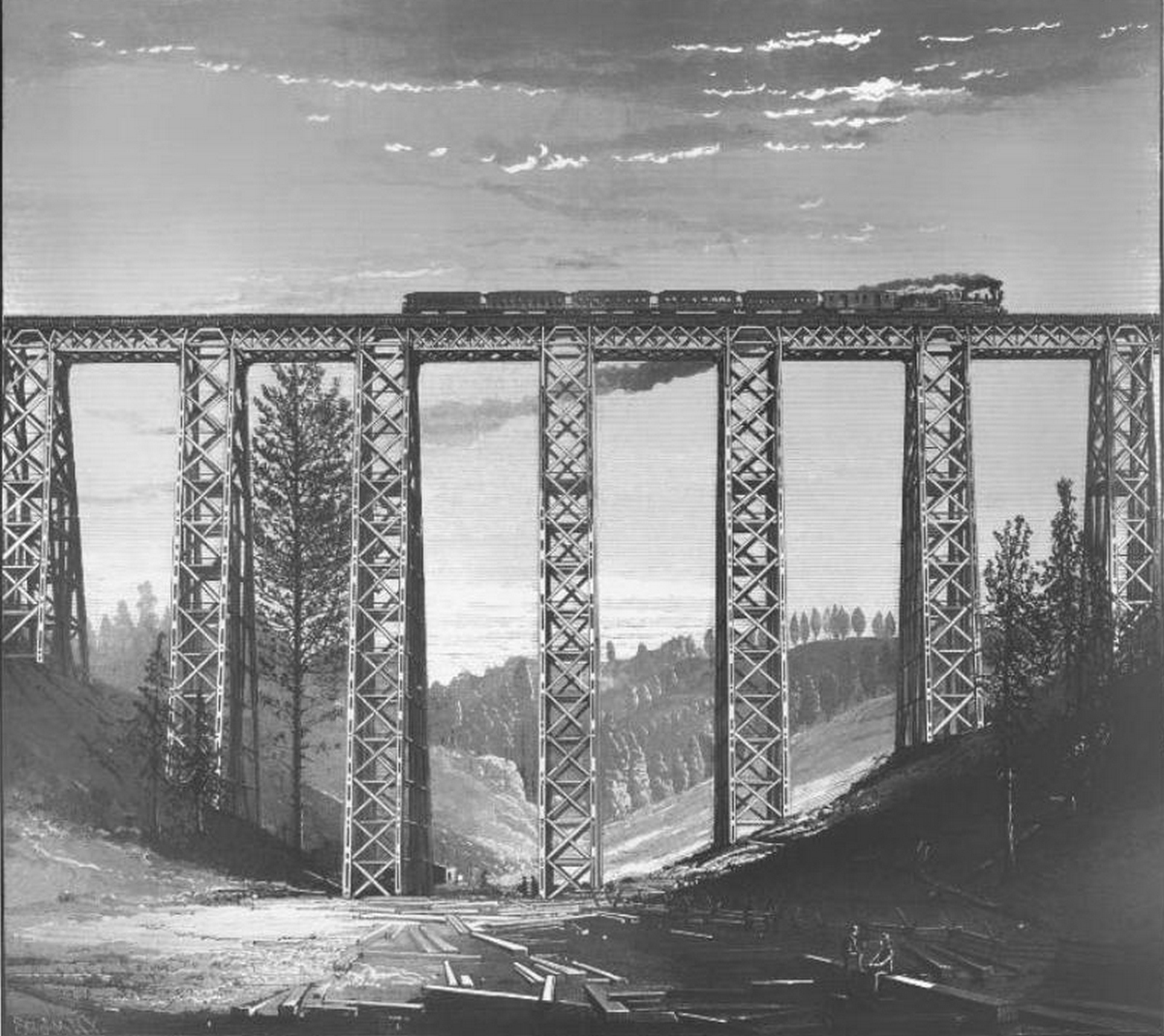
Marent Gulch Trestle aus Holz 1883, bis 1885 ersetzt durch Konstruktion aus Eisen
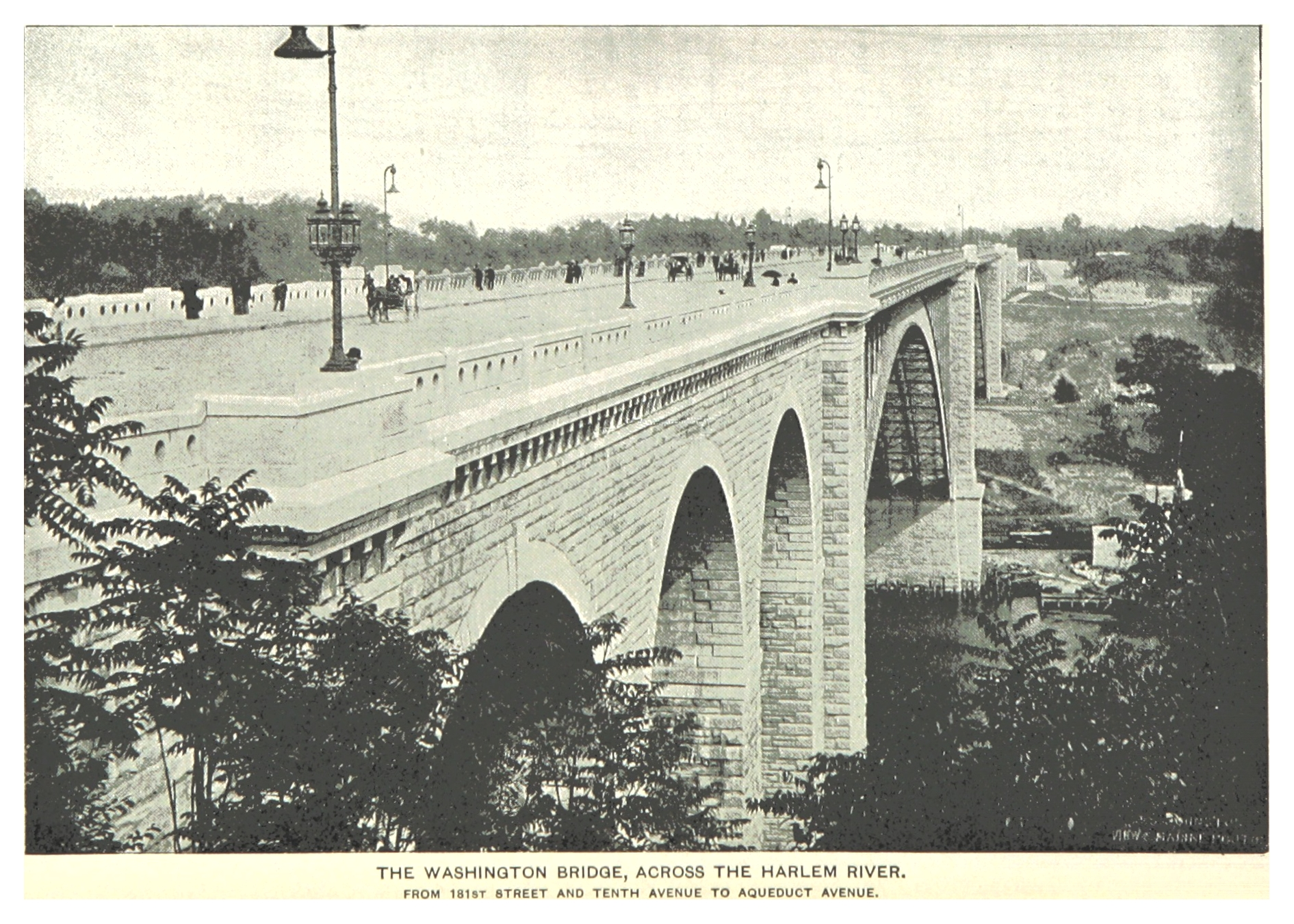
Die Washington Bridge in New York, fertiggestellt 1889
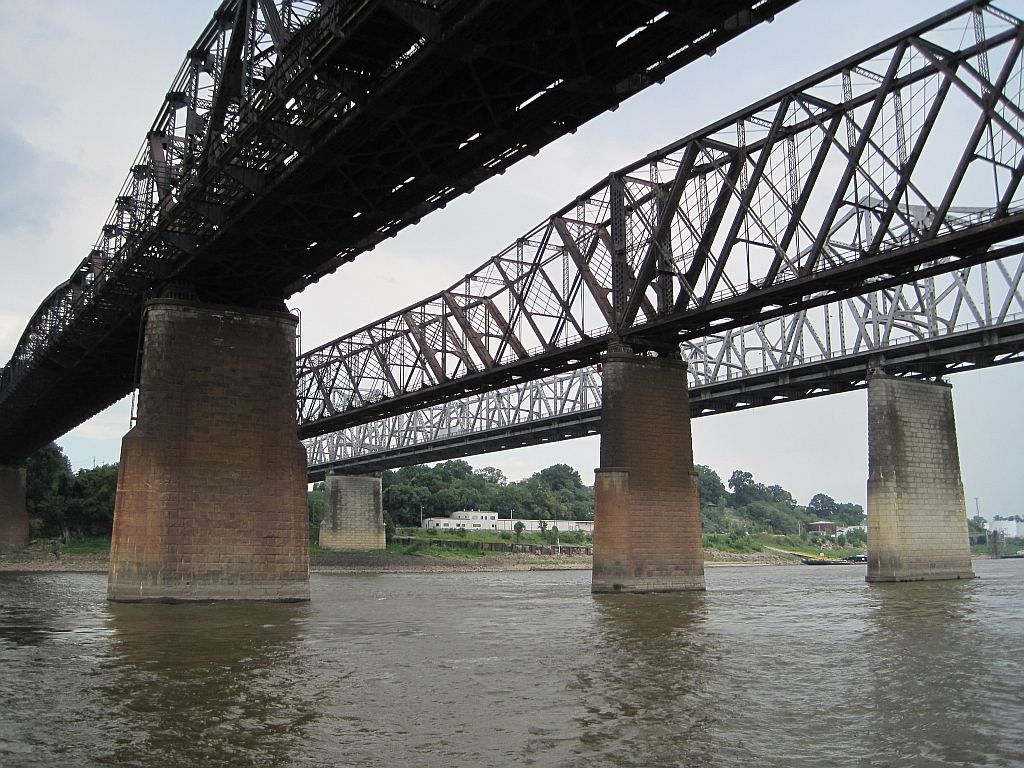
Die Frisco Bridge (Mitte), fertiggestellt 1892
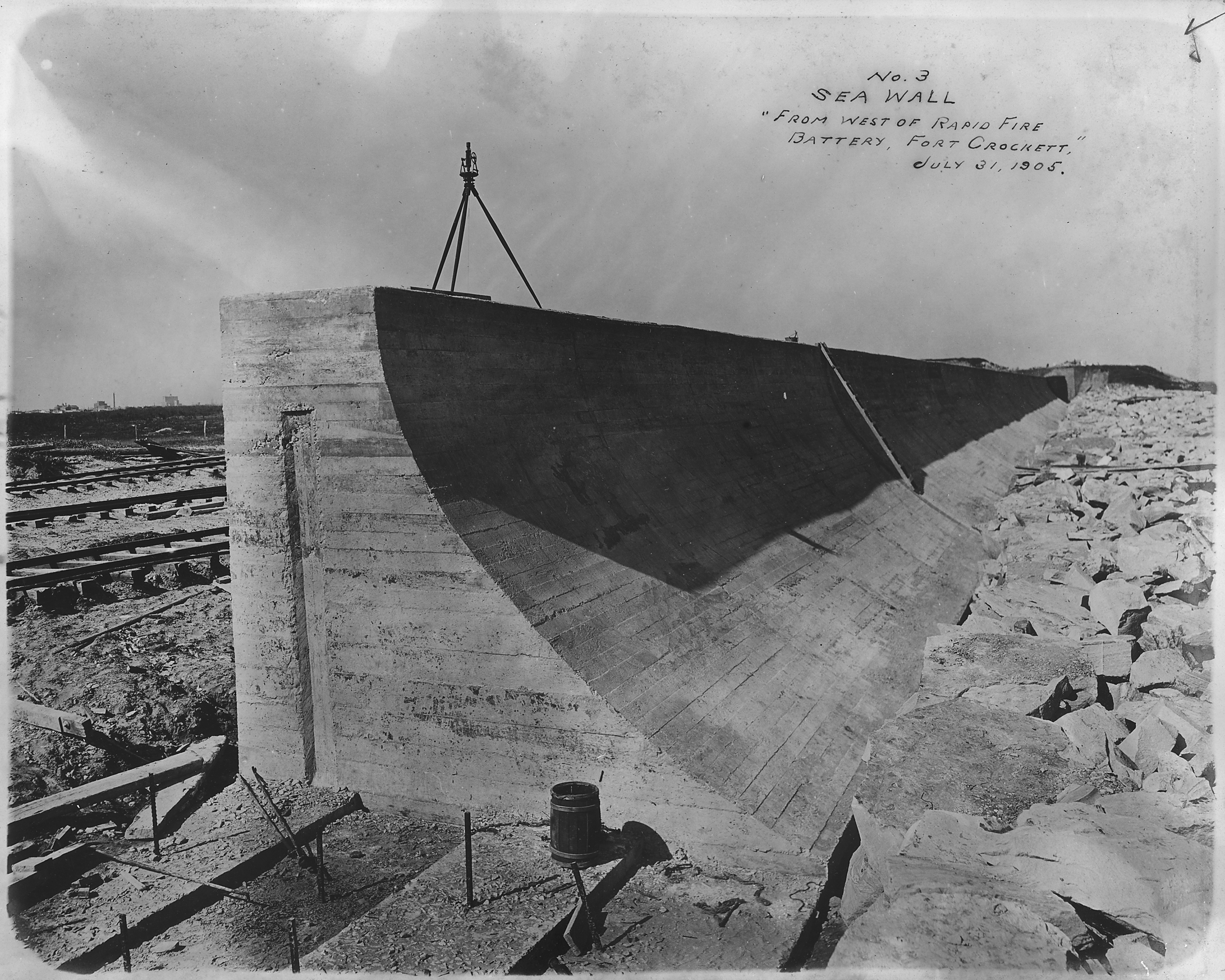
Bau des Galveston Seawall in Texas 1905

Während des Baus der Thebes Bridge wurde Noble 1904 vom damaligen Präsidenten der Pennsylvania Railroad (PRR) Alexander J. Cassatt und seinem Assistenten Samuel Rea engagiert zur Realisierung einer ersten Eisenbahnverbindung in New York City zwischen New Jersey, Midtown Manhattan und Long Island, mit Tunneln unter dem Hudson River und dem East River. Noble wurde Chefingenieur der East River Division und war verantwortlich für den Bau der East River Tunnels und der Fundamente der New York Pennsylvania Station. Die Bauarbeiten begannen 1904, die Einweihung der Tunnel und des Bahnhofs war im September 1910.
Neben seinen Projekten mit Modjeski und der PRR war er zusätzlich ab November 1901 Mitglied eines von der texanischen Stadt Galveston gebildeten Expertenteams, das nach dem verheerenden Galveston-Hurrikan Schutzmaßnahmen an der Küste der Stadt erarbeiten sollte und auf dessen Empfehlung der 5,6 km lange Galveston Seawall errichtet wurde, mit einer Höhe und Breite von circa 5 m. Der Bau wurde 1904 abgeschlossen und 1963 auf über 16 km verlängert.

### Beratertätigkeiten und Ingenieurvereine

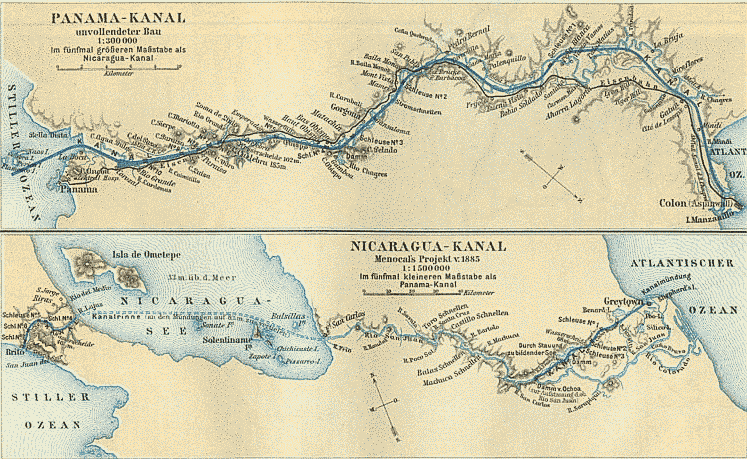
Frühe Entwürfe zum Panama-Kanal (oben) und Nicaragua-Kanal (unten), um 1885

Im April 1874 gründete Alfred Noble sein eigenes Ingenieurbüro in Chicago und war in der Folgezeit neben seinen Bauprojekten als Consulting Engineer tätig. Aufgrund seiner vielfältigen Erfahrungen im Verkehrswasserbau wurde er 1895 von Präsident Grover Cleveland in das dreiköpfige Nicaragua Canal Board berufen. Zusammen mit William Ludlow und Mordecai T. Endicott sollte eine mögliche Route für einen Nicaragua-Kanal erarbeitet werden. Unter Präsident William McKinley wurde er 1899 in die erste Isthmian Canal Commission berufen, zur erneuten Untersuchung eines möglichen Kanals in Mittelamerika, die weiterhin Nicaragua favorisierte. Nach der Übernahme der zweiten Bauphase des Panamakanals durch die Vereinigten Staaten Anfang des 20. Jahrhunderts wurde Noble 1905 Mitglied im International Board of Consulting Engineers, diesmal unter Präsident Theodore Roosevelt. Das Gremium sollte Präsident und Kongress in Fragen der Ausführung des Kanals beraten, und Noble gelang es, beide davon zu überzeugen, dass ein Kanal auf Meereshöhe ohne Schleusen nicht realisierbar ist.
Noble war weiterhin Mitglied der United States Deep Waterways Commission und beratend für die kanadische Regierung, die Städte New York und Chicago und mehrere private Unternehmen tätig. Daneben war er ein aktives Mitglied mehrerer Ingenieurvereine der USA, wie der Western Society of Engineers, des American Institute of Consulting Engineers, der American Society of Mechanical Engineers und der American Society of Civil Engineers, deren Präsident er 1903 war.

### Privatleben
Alfred Noble heiratete am 31. Mai 1871 Georgia Speechly aus Ann Arbor. Ihr einziger Sohn Frederick wurde gleich seinem Vater auch Bauingenieur. Noble war ein begeisterter Wanderer, Camper und Angler. Er liebte es, mehrere Wochen in der freien Natur im nördlichen Michigan und südlichen Kanada zu verbringen. Seine letzte Reise unternahm er im Alter von 69 Jahren im Sommer 1913. Kurz vor seinem 70. Geburtstag am 19. April 1914 verstarb Alfred Noble in New York City an den Komplikationen einer Operation.

## Würdigungen
Noble wurde für seine Leistungen 1910 mit der John Fritz Medal der American Association of Engineering Societies ausgezeichnet und erhielt 1912 mit der Elliott Cresson Medal die höchste Auszeichnung des Franklin Institute. 1895 wurde ihm die Ehrendoktorwürde von der University of Michigan sowie 1904 von der University of Wisconsin verliehen. 1911 ernannte man Noble zum Ehrenmitglied der Institution of Civil Engineers in Großbritannien, und 1913 wurde er in die American Academy of Arts and Sciences aufgenommen.
Zu seinen Ehren wird seit 1929 der Alfred Noble Prize von der American Society of Civil Engineers für besondere Veröffentlichungen auf dem Gebiet der Ingenieurwissenschaften an junge Ingenieure vergeben, und 1967 wurde in seiner Heimatstadt die Alfred Noble Library eröffnet.